# Danyiil Ivanovics Harmsz
Danyiil Ivanovics Harmsz (Даниил Иванович Хармс, születési neve: Danyiil Ivanovics Juvacsov), (Szentpétervár, 1905. december 17./30. – Leningrád, 1942. február 2.) orosz avantgarde író, költő, humorista.
„Danyiil Harmsz az orosz abszurd egyik legkiemelkedőbb alakja volt. Műveit racionális elemekből összeálló irracionalitás és nyelvi mágia jellemzi. Témái az értékek és fogalmak relatívvá válását érzékeltetik. Írásaiban bohózati elemek, nyers brutalitás és lírai attitűd egyszerre jelenik meg. Versek, és gyermekversek mellett írt fekete humorral megragadott karcolatokat és egy színművet is.”

## Életpályája
Harmsz apja, Ivan Pavlovics Juvacsov (1860–1940) radikális forradalmi nézeteket valló író (narodovolec) volt. Fiatalkorában tengerésztisztként szolgált. 1883-ban letartóztatták, halálos ítéletét utóbb kényszermunkára változtatták. Politikai fogolyként 1895-ig börtönökben, ill. Szahalin szigetén száműzöttként tartózkodott. A század végén visszatérhetett Szentpétervárra, különféle lapok munkatársaként, könyvelőként, meteorológusként dolgozott, geodéziai expedícióban vett részt, világ körüli utat tett stb. Utóbb megtért, felhagyott forradalmi nézeteivel, s a pravoszláv hit buzgó védelmezőjévé lett. A későbbiekben Csehov, Tolsztoj, Volosin személyes ismerőse volt.
Harmsz egy speciális német iskolába járt, majd 1924-ben elkezdte a leningrádi elektrotechnikumot, de azt el kellett hagynia. Írni 1925-ben kezdett. Eleinte a futuristák, Hlebnyikov és Krucsonih hatottak rá. A futurizmustól hamar elfordult. 1925-ben csatlakozott egy avantgardista körhöz, és hamarosan ismertté vált. Ekkor különböző művészneveket használt, melyek közül a Harmsz vált véglegessé. A forrása a francia charme (kedvesség, sárm) és az angol harm (ártalom, sérelem) szó egyszerre lehet. Ezeknek a jelentése pontosan kifejezi Harmsz felfogását az életről és a művészetről.
1928-tól egy gyereklapnál (Чиж) dolgozott. Ugyanekkor lett egy avantgardista csoport egyik alapítója (Объединение реального искусства – Reális Művészeti Egyesület; ОБЭРИУ). 1928-ban a Három bal óra (Tri levih csasza) című híressé vált est második részében mutatták be a Jelizaveta Bam c. darabját, amely a bűntelen bűn problematikáját veti fel – filozófiai és etikai értelemben, de a diktatúrára, a letartóztatásokra kivetíthetően. A Szmena című lap e művét az osztályellenség költészetének titulálta 1930-ban, és az OBERIU léte 1932-ben gyakorlatilag megszűnt. 
Más ide kapcsolódó művészekkel együtt Harmszot már 1931-ben letartóztatták, majd három évre ítélték szovjetellenes tevékenység miatt. Az ítéletet száműzetésre változtatták és Harmsz Kurszkba került, ahonnan azonban néhány hónap múlva sikerült Leningrádba visszatérnie. Ezután felvette a régi kapcsolatait, dolgozott több gyereklapnak, kiadott vagy húsz gyerekkönyvet megélhetése érdekében. 1937-ben egy gyereklapban megjelent verse miatt többet nem publikálták, és így feleségével (Marina Vlagyimirovna) együtt az éhhalál közelébe került.
1927 végén írta Jelizaveta Bam (Елизавета Бам) című abszurd drámáját. Később Harmsz abbahagyta a gyerekversírást. Örkény egyperceseivel rokonítható rövid történeteket írt, valamint verseket, színházi jeleneteket, de eme műveit életében már nem adták ki.
1941 augusztusában árulás vádjával ismét letartóztatták. A főbelövéstől félve őrültnek tettette magát. A leningrádi blokád idején a börtönkórház pszichiátriáján éhen halt. 1956-ban rehabilitálták, majd ezek után részben megjelenhettek művei a Szovjetunióban, valamint Nyugaton is megismerték.

## Emlékezete
Alekszandr Galics (1918-1977) szovjet-orosz író, költő, dramaturg és bárd ("szerzői dalnok") 1969-ben egy költeményt szentelt Harmsz emlékének: Legenda o tabake (Legenda a dohányról), melyet gitárkísérettel énekelt (orosz bárd stílus). Hosszabb rádióműsor keretében egy 1972-es házi koncert keretében adja elő a dalt.
Évtizedekkel halála után a Szovjetunióban sajátos szamizdat-műfajban folytatódott munkássága: az 1970-es években a szovjet értelmiség kézről-kézre adta a szabadon bővíthető, bárki által (névtelenül) továbbírható, a nagy előd stílusában fogant álanekdota-gyűjteményt, melynek célja az orosz irodalom és kultúra nagyjainak szellemes megfricskázása volt (eme "rövidprózai alkotásokban elsősorban a nagy elődök kifigurázása folyik groteszk, abszurd kódban"). Az ún. pszeudo-Harmszok napjainkban is élnek, immáron névvel fölvállaltan (lásd pl. Vlagyimir Jelisztratov novelláit).
Felesége, Marina – későbbi nevén – Durnovo (szül. Malics, 1912–2002) Venezuelába került, visszaemlékezéseit Vlagyimir Glocer jegyezte le, majd 2000-ben könyv alakban is megjelentek: Moj muzs Danyiil Harmsz (Férjem, Danyiil Harmsz).
Ménes Attila: Műanyag szalonna. Harmsziádák; Jelenkor, Bp., 2019
Gáti István (1979–) Jevgenyij Anyegin esetei. Puskin művét tömörítette Danyiil Harmsz (Hetényi Zsuzsának) c. költeménye 2020 húsvétján jelent meg.

## Magyarul megjelent művei
- 3 anekdota, Történetek Puskin életéről (ford. Elbert János, Olvasónapló-féle); in: Új Írás, 1975/ápr., 88. old.
- A buldog és a csöppnyi daxli; Lélegzetelállító macska; Tigris az utcán (ford. ???); in: Mozgó Világ, 1979/okt.[12]
- Összeállítás Harmsz műveiből (ford. Kántor Péter, V. Tóth Erzsébet), in: Nagyvilág, 1989/3
- Az útálat miniatűrjei (ford. Bede Béla), in: Kilátó (Újvidék), 1989. máj. 20., 19. old.
- A vénasszony (ford. Páll Erna), in: 2000, 1989/11, 27-38. old.; Orosz dekameron. Huszadik századi orosz novellák; szerk. M. Nagy Miklós; Noran, Bp., 2006
- Fenyvesi Anna fordításai Harmsz rövidprózájából, in: Palócföld, 1990/1, 33-36. old.[13]
- Napihírek; ford., utószó (Aláirat) Stahei Circasenco és Geréb Tamás; in: Helikon, Kolozsvár, 1990. szept. 7.[14]
- Danyiil Harmsz karcolatai; ford. Fenyvesi Anna; in: Kelet-Nyugat, Nagyvárad, 1990. nov. 2.[14]
- Mit kapni manapság a boltban? (ford. Klausz Ildikó, Kozma András), in: 2000, 1993/3, 47-52. old.
- Puskin-anekdoták (ford. M. Nagy Miklós?), in: Hiány, 1994/2-3.
- Bratka László fordításai Harmsz rövidprózájából, in: Kalligram, 1994/10.
- Esetek (ford. E. Fehér Pál, Néhány szó Danyiil Harmszról c. bevezetővel), in: Irodalmi Szemle, 1994/10, 38-42. old.
- Rehabilitálás (ford. M. Nagy Miklós), in: Holmi, 1995/10, 1454. old.[15]
- Anekdoták Puskin életéből, Pszeudo-Harmsz: Irodalmi anekdoták (ford. Thuróczy Gergely), in: Szép Literatúrai Ajándék, 1995/3, 169-175. old.
- Váratlan ivászat. Danyil Harmsz történetei (ford. Nemes András), in: Törökfürdő, 1996/2-3, 43-47. old.[16]
- Bratka László fordításai Harmsz rövidprózájából (Közép-keleti abszurd c. összeállítás), in: Magyar Napló, 1999/4, 19-23. old.
- A szdügr appr története (ford. Bratka László), in: Napút, 1999/5, 43-48. old.[17]
- Kapcsolat; Egy bölcs öregember emlékei; Aláhullás (ford. Bratka László), in: Napút, 1997/7, 42-46. old.[18]
- Esetek; ford. Hetényi Zsuzsa; in: Holmi, 2012/4

### Kötetek
- Negyvennégy pici pinty; ford. Rab Zsuzsa, ill. Réber László; Móra, Bp., 1974 ISBN 9789633490792
- Danyiil Harmsz és Szamuil Marsak után [írta] Wiktor Woroszylski: Negyven tarka tengelice; ford. Kerényi Grácia, ill. Bohdan Butenko; Krajowa Agencja, Warszawa–Móra, Bp., 1976
- Negyvennégy pici pinty; ford. Rab Zsuzsa, ill. Réber László, Móra, Bp., 1980 ISBN 9631121224
- Esetek. Válogatott írások; vál., ford., előszó Hetényi Zsuzsa (Egyedül a végtelenben, avagy a veszélyes uborka); Typotex, Bp., 2013 ISBN 978-963-2793-69-6
- Negyvennégy pici pinty; ford. Rab Zsuzsa, ill. Réber László; Holnap, Bp., 2014
- Gáti István 19 rövidpróza-fordítása; in: Visszatérés a Szojuzba. Válogatás az orosz minimalista prózából; vál., összeáll., szerk. M. Nagy Miklós és Goretity József; Antológia, Lakitelek, 2013[19]

Az 1970-es, 1980-as években zömmel antológiákban, olvasókönyvekben tucatnyi alkalommal jelentek meg gyermekversei, meséi (Hét csillag, Kisdobosok évkönyve, Miértek és hogyanok, Ünnepsoroló stb.).

### Virtuális kötet
- Danyiil Harmsz: Tyuk!; szerk. Halász Géza; Aula Kalóz Kiadó, 2009 [válogatás korábbi fordításokból]